# Cynoglossus abbreviatus
Cynoglossus abbreviatus är en fiskart som först beskrevs av Gray, 1834.  Cynoglossus abbreviatus ingår i släktet Cynoglossus och familjen Cynoglossidae. Inga underarter finns listade i Catalogue of Life.